# Vasili Yushkevich
Vasily Alexandrovich Yushkevich (en ruso: Василий Александрович Юшкевич; 28 de febrero de 1897-15 de marzo de 1951) fue un coronel general del ejército soviético.
Reclutado en el Ejército Imperial Ruso durante la Primera Guerra Mundial, Povetkin ascendió de soldado raso a segundo teniente durante la guerra. Reclutado en el Ejército Rojo durante la Guerra Civil Rusa, se desempeñó como comandante de batallón y regimiento. Yushkevich ocupó mandos de regimiento en la década de 1920 y mandos de división y cuerpo en la década de 1930 antes de un período como asesor en la Guerra Civil Española. Fue arrestado tras regresar de España debido a la Gran Purga, pero reincorporado en 1939. Al estallar la Operación Barbarroja comandaba el 44.º Cuerpo de Fusileros en Bielorrusia. Yushkevich posteriormente comandó el 22 y 31.os Ejércitos en la Batalla de Moscú y las Batallas de Rjev, y el 3.er. Ejército de Choque en la Ofensiva del Báltico. Fue relevado del mando en agosto de 1944 debido a una enfermedad y se convirtió en comandante del Distrito Militar de Odesa en la retaguardia. Después de la guerra, estuvo al mando del Distrito Militar del Volga antes de jubilarse en 1950.

## Primeros años, Primera Guerra Mundial y Guerra Civil Rusa
Yushkevich nació el 28 de febrero de 1897 en Vilna, hijo de un cartero. Después de graduarse de una escuela comercial de seis grados, fue reclutado por el Ejército Imperial Ruso durante la Primera Guerra Mundial en marzo de 1915 y se convirtió en junker en la Escuela Militar de Vilna. En la escuela, fue ascendido a unter-ofitser en julio y en septiembre se graduó de un curso acelerado de formación de primer nivel de 4 meses con el rango de Práporshchik. Yushkevich fue enviado al Frente Suroeste, donde se desempeñó como oficial subalterno y luego como comandante de compañía temporal del 7.° Regimiento de Batallón de Marcha de Reserva de la 3.ª Brigada de Reserva de Marcha.
En marzo de 1916 fue puesto a disposición del jefe de personal del 7.º Cuerpo de Ejército del 11.º Ejército y adscrito al cuartel general de la 34.ª División de Infantería hasta julio, antes de ser nombrado oficial subalterno en una compañía de la 133.ª Infantería de Simferopol. Regimiento, sirviendo como líder de pelotón. Entre julio y agosto luchó en batallas en el río Seret y resultó herido, pero permaneció en el frente. Por distinguirse, Yushkevich fue ascendido a Podporúchik en septiembre y en octubre recibió la Orden de San Estanislao, 3.ª. clase con espadas y nudo. Se convirtió en comandante de compañía del regimiento en agosto de 1917.
Yushkevich fue reclutado por el Ejército Rojo en febrero de 1919 durante la Guerra Civil Rusa. Luchó contra las Fuerzas Armadas del Sur de Rusia y las fuerzas de Nikífor Grigóriev. En abril de 1920, fue nombrado comandante del 2.º Batallón de Guardia Separado en Dnipró, y en junio se convirtió en jefe de un destacamento de propósito especial. Desde septiembre de 1920, Yushkevich sirvió en la 3.ª División de Fusileros como comandante interino del 25.º Regimiento de Fusileros, comandante del batallón de reserva separado de la división y comandante del 25.º Regimiento de Fusileros. Lideró el regimiento en la lucha contra el Ejército de Wrangel en el Frente Sur. Desde mayo de 1921 fue jefe del destacamento expedicionario volador de la división, luchando contra los restos del Ejército Revolucionario Insurreccional de Ucrania.

## Periodo entre guerras
Después del final de la guerra, Yushkevich continuó sirviendo en la 3.ª División de Fusileros como subcomandante de la 8.ª Brigada y más tarde como comandante del 21.º Regimiento de Fusileros de la 7.ª Brigada. Estuvo al mando del 9.º Regimiento de Fusileros desde diciembre de 1921. Después de completar los Cursos de Perfeccionamiento para Comandantes Superiores (KUVNAS) en la Academia Militar de Frunze en junio de 1926, Yushkevich fue nombrado comandante del 113.er Regimiento de Fusileros de la 45ª División de Fusileros del Distrito Militar de Ucrania. Se transfirió para convertirse en asistente del comandante de la 7.ª División de Fusileros del mismo distrito y se graduó de KUVNAS en la Academia Frunze nuevamente ese mismo año. Yushkevich enseñó en la Academia Militar-Política N. G. Tolmachev desde octubre de 1929. [2]
Sirviendo como comandante y comisario de la 100a División de Fusileros desde noviembre de 1930, Yushkevich recibió el rango de komdiv en 1935 cuando el Ejército Rojo introdujo los rangos militares personales. Después de convertirse en comandante y comisario del 13° Cuerpo de Fusileros en noviembre de 1936, fue enviado a servir como asesor del Ejército Republicano Español durante la Guerra Civil Española, participando en operaciones en el Jarama y en Zaragoza, Huesca y cerca de Madrid. Fue condecorado con la Orden de Lenin por sus acciones, pero a su regreso de España fue detenido por la NKVD el 8 de agosto de 1938 y encarcelado durante la Gran Purga. Yushkevich fue reintegrado al Ejército Rojo el 29 de noviembre de 1939 y puesto a disposición de la Dirección de Personal del Ejército Rojo. Nombrado inspector del 1.er Departamento de la Dirección del Jefe de Infantería del Ejército Rojo en junio de 1940, se convirtió en jefe del 1.er Departamento de la Dirección de Entrenamiento de Combate del Ejército Rojo en agosto. Yushkevich se convirtió en comandante del 44.º Cuerpo de Fusileros del Distrito Militar Especial Occidental en marzo de 1941.

## Segunda Guerra Mundial
Después del comienzo de la Operación Barbarroja, la invasión alemana de la Unión Soviética, Yushkevich dirigió el cuerpo en batallas defensivas como parte del 13.º Ejército del Frente Oeste, utilizando las fortificaciones de la Región Fortificada de Minsk durante la Batalla de Białystok-Minsk. En julio, el cuerpo luchó en la Batalla de Smolensk como parte del 19.º Ejército, recuperando temporalmente Yártsevo, por lo que Yushkevich recibió el rango de general de división el 7 de agosto. Desde agosto, comandó el 22º Ejército del frente, combatiendo en batallas defensivas en el sector de Torópets. En octubre, fue nombrado comandante del 31º Ejército del Frente de Kalinin, que luchó en la defensa de Kalinin y la Ofensiva de Kalinin durante la Batalla de Moscú. En la Ofensiva de Kalinin, el ejército y el 29° Ejército recuperaron Kalinin. Yushkevich dirigió el ejército en la Ofensiva de Rzhev-Viazma entre enero y marzo de 1942, y volvió al mando del 22º Ejército en abril de 1942, participando en el avance de las tropas del frente en dirección a Rzhev y Viazma. Fue ascendido a teniente general el 21 de marzo de 1942.
Yushkevich dirigió el ejército en la Ofensiva Rzhev-Vyazma en marzo de 1943 y desde abril en batallas defensivas a lo largo de la orilla oriental del río Lovat en los sectores de Chełm y Velíkiye Luki como parte del Frente Noroeste (entonces el Báltico del 13 de octubre al 2 de octubre de 1943). El ejército luchó en la Ofensiva de Leningrado-Nóvgorod durante enero y febrero de 1944, avanzando hacia Idritsa. Yushkevich fue transferido para comandar el 3.er Ejército de Choque del frente en abril, participando en la Ofensiva de Rēzekne-Daugavpils, Ofensiva de Madona y Ofensiva de Riga. En agosto, debido a una enfermedad, fue destituido del mando y pronto fue nombrado comandante del Distrito Militar de Odesa.

## Posguerra
Después del final de la guerra, Yushkevich, ascendido a coronel general el 11 de julio de 1945, continuó al mando del Distrito Militar de Odessa hasta julio de 1946, cuando pasó a comandar el Distrito Militar del Volga. En abril de 1950, fue relevado de su cargo y puesto a disposición del Ministro de Defensa soviético, siendo retirado ese mismo año. Murió el 15 de marzo de 1951 y fue enterrado en el Cementerio Novodévichi.

## Premios y distinciones
Yushkevich recibió las siguientes condecoraciones:
- Orden de Lenin (2)
- Orden de la Bandera Roja (4)
- Orden de Suvórov, 1.ª clase
- Orden de Kutúzov, 1.ª clase
- Orden de la Estrella Roja
- Orden de San Estanislao, 3.ª clase (no usado después de 1917)